# 艾施泰因山
47°31′20″N 10°30′48″E / 47.52222°N 10.51333°E

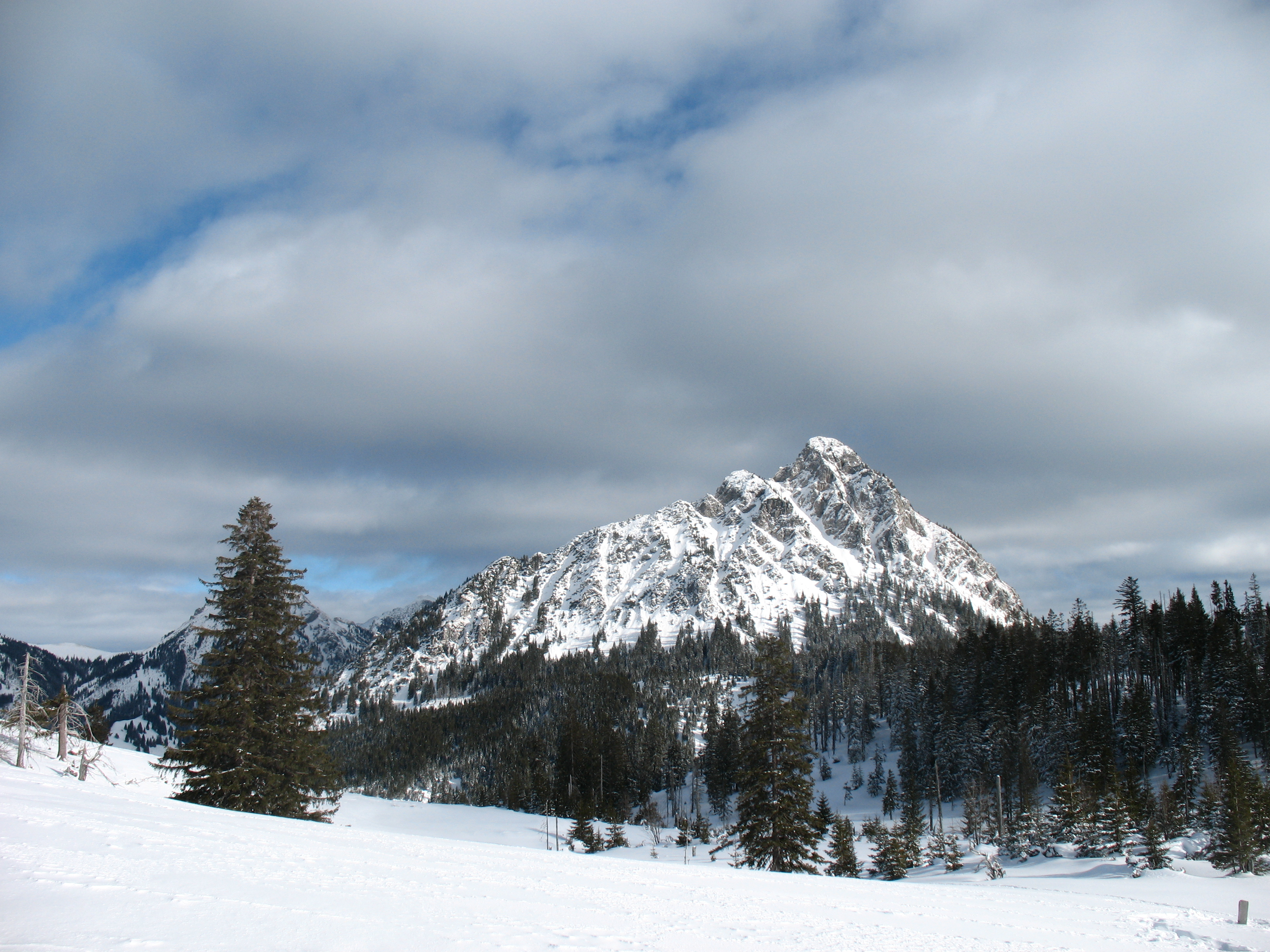

艾施泰因山（德語：Einstein），是奧地利的山峰，位於該國西部，由蒂羅爾州負責管轄，屬於坦海姆山脈的一部分，距離阿根施泰因山3.5公里，海拔高度1,866米，每年平均降雨量1,698毫米。